# Zafra selasphora
Zafra selasphora là một loài ốc biển, là động vật thân mềm chân bụng sống ở biển trong họ Columbellidae.

## Miêu tả
Loài này có vỏ dài 3.5 mm

## Phân bố
Loài này phân bố ở Địa Trung Hải, Biển Đỏ, Vịnh Ba Tư và ở Ấn Độ Dương dọc theo Aldabra Atoll